# 聖家族と幼児洗礼者聖ヨハネ、聖エリサベト
『聖家族と幼児洗礼者聖ヨハネ、聖エリサベト』（せいかぞくとようじせんれいしゃせいヨハネ、せいエリサベト、仏: La Sainte Famille avec saint Jean et sainte Élisabeth、英: The Holy Family with St. John and St. Elizabeth in a landscape）または『9人の人物のいる聖家族』（きゅうにんのじんぶつのいるせいかぞく、仏: La Sainte Famille avec neuf figures）は、17世紀フランスの巨匠ニコラ・プッサンが1650年にキャンバス上に油彩で制作した絵画で、画家が1648-1655年の間に描いた5点の聖家族を主題とした作品の1つである。1678年までジャン・フロマン・ド・ヴェーヌ (Jean Froment de Veine) に所有されていたが、その後、数々の所有者を経て、1923年にはサミュエル・サックス (Samuel Sachs) 氏に購入された。作品は1942年にサミュエル・サックス夫人から寄贈されて以来、アメリカのマサチューセッツ州ケンブリッジにあるフォッグ美術館に所蔵されている。

## 作品
この絵画はプッサンの大様式の荘厳さを備えている。初期の抒情的な聖母子画のやや不安定な意匠とは異なり、計算されつくしたモニュメンタルな構図を持つ。画家は1648年から1655年にかけて聖家族主題の5点の絵画を描いたが、その1点の本作は背景の広大な風景と、イエス・キリストの後の洗礼を示唆する大きな水盤によって特徴づけられる。墓に似た石造りの記念碑によって厳しく限定された、レリーフのような狭い舞台の上に、9人の人物がゆるやかに配置されている。
画面中央には古代ローマ風に装った聖母マリアがいる。彼女の後方で記念碑にもたれているのは聖ヨセフである。彼ら2人の人物像が、果物を運ぶプットたち、幼子イエス、幼児洗礼者聖ヨハネ、そして右側で膝をついている聖エリザベトの上にそびえたっている。プッサンは、マリアにより入浴させられる前のイエスが怖れて身をよじる姿を描いており、イエスの人間性を強調している。イエスは、母のエリザベトに伴われている聖ヨハネにしっかりと支えられている。プットたちはヘロデ大王が幼児イエスを殺そうとした際の幼児虐殺で死んだ無垢の幼児たちを表している可能性がある。
本作は、同主題の5点の絵画のうち最も自然を豊かに表したものである。彼方にはローマの風景のジオラマ的な眺めが開けており、大きな湖、右手の通行人、水辺に慎重に配置された建物などが思索的な広がりを持つ自然美を創造している。